# Drepanaphis choanotricha
Drepanaphis choanotricha är en insektsart som beskrevs av Smith, C.F. och Dillery 1968. Drepanaphis choanotricha ingår i släktet Drepanaphis och familjen långrörsbladlöss. Inga underarter finns listade i Catalogue of Life.